# Milton Cross
Milton John Cross (16 avril 1897, 3 janvier 1975) était un présentateur radiophonique américain sur les réseaux NBC et ABC principalement connu pour avoir été l'hôte des retransmissions du Metropolitan Opera de 1931 à 1975.